# Lijst van rijksmonumenten in Kaag en Braassem
De gemeente Kaag en Braassem telt 59 inschrijvingen in het rijksmonumentenregister. Hieronder een overzicht.

## Hoogmade
De plaats Hoogmade telt 12 inschrijvingen in het rijksmonumentenregister. Zie Lijst van rijksmonumenten in Hoogmade voor een overzicht.

## Kaag
De plaats Kaag telt 5 inschrijvingen in het rijksmonumentenregister.
| Object | Oorspronkelijke functie?  | Bouwjaar                          | Architect | Locatie        | Coördinaten?                  | Nr.? | Afbeelding        |
| --- | ------------------------- | --------------------------------- | --------- | -------------- | ----------------------------- | ---- | ----------------- |
| Koperen lezenaar op de preekstoel en een voorzangerslezenaar; een koperen doopbekkenhouder en twee koperen kaarsenkronen | Vanwege onderdelen kerk   | 1873 (kerk) 18e eeuw (inventaris) |           | Julianalaan 7  | 52° 13' 1" NB, 4° 33' 30" OL  | 7103 | Meer afbeeldingen |
| Boerderij met woonhuis evenwijdig aan de weg en haaks hierop gebouwde stal, met rieten wolfdak                           | Boerderij                 | 18e eeuw                          |           | Julianalaan 29 | 52° 12' 52" NB, 4° 33' 31" OL | 7104 | Meer afbeeldingen |
| Boerderij onder rieten wolfdak en met afgeknotte puntgevel                                                               | Boerderij                 | 17e eeuw                          |           | Julianalaan 16 | 52° 13' 2" NB, 4° 33' 29" OL  | 7105 | Meer afbeeldingen |
| Witgepleisterd boerderijtje                                                                                              | Boerderij                 | 18e eeuw                          |           | Julianalaan 20 | 52° 13' 0" NB, 4° 33' 28" OL  | 7106 | Meer afbeeldingen |
| De Kager | Industrie- en poldermolen | ca. 1683                          |           | Balgery bij 2  | 52° 12' 48" NB, 4° 34' 19" OL | 7131 | Meer afbeeldingen |

## Leimuiden
De plaats Leimuiden telt 6 inschrijvingen in het rijksmonumentenregister.
| Object                                                                                     | Oorspronkelijke functie? | Bouwjaar              | Architect | Locatie                         | Coördinaten?                  | Nr.?   | Afbeelding        |
| ------------------------------------------------------------------------------------------ | ------------------------ | --------------------- | --------- | ------------------------------- | ----------------------------- | ------ | ----------------- |
| Dorpskerk                                                                                  | Kerk en kerkonderdeel    | 1805                  |           | Dorpsstraat 49                  | 52° 13' 25" NB, 4° 40' 22" OL | 25731  | Meer afbeeldingen |
| Hoeve Weltevreden                                                                          | Boerderij                | eerste kwart 19e eeuw |           | Willem van der Veldenweg 8      | 52° 12' 55" NB, 4° 40' 14" OL | 25732  | Meer afbeeldingen |
| Boerderij Veldenrust                                                                       | Boerderij                | 18e eeuw              |           | Willem van der Veldenweg 43     | 52° 13' 4" NB, 4° 40' 12" OL  | 25734  | Meer afbeeldingen |
| Johannes de Doperkerk                                                                      | Kerk en kerkonderdeel    | 1865                  |           | Willem van der Veldenweg 24     | 52° 12' 39" NB, 4° 40' 10" OL | 509921 | Meer afbeeldingen |
| Pastorie van de H. Johannes de Doper, onderdeel uitmakend van het gelijknamige kerkcomplex | Kerkelijke dienstwoning  | 1865                  |           | Willem van der Veldenweg 24     | 52° 12' 39" NB, 4° 40' 10" OL | 509922 | Upload foto       |
| Toegangshek, onderdeel uitmakend van het R.K. Kerkcomplex H. Johannes de Doper             | Erfscheiding             | 1865                  |           | Willem van der Veldenweg bij 22 | 52° 12' 39" NB, 4° 40' 11" OL | 509923 | Upload foto       |

## Oud Ade
De plaats Oud Ade telt 7 inschrijvingen in het rijksmonumentenregister.
| Object | Oorspronkelijke functie?  | Bouwjaar        | Architect          | Locatie                | Coördinaten?                  | Nr.?   | Afbeelding        |
| --- | ------------------------- | --------------- | ------------------ | ---------------------- | ----------------------------- | ------ | ----------------- |
| Boerderij. Woongedeelte onder rieten wolfdak, met zij-topgevel, waarin boven het zoldervenster een ontlastingsboog.                                                                     | Boerderij                 | 17e eeuw        |                    | Boekhorsterweg 1       | 52° 11' 40" NB, 4° 33' 29" OL | 7107   | Meer afbeeldingen |
| Voormalig rechthuis van de "Vrije en Lage Boeckhorst", blijkens opschrift op de latei. Rechthoekig gebouwtje onder pannen zadeldak aan de voorzijde een trapgevel in neo-gotische trant | Gerechtsgebouw            | midden 18e eeuw |                    | Boekhorsterweg 11      | 52° 11' 44" NB, 4° 33' 28" OL | 7108   | Meer afbeeldingen |
| Boerderij "De Moppenhoeve" | Boerderij                 | 17e eeuw        |                    | Rode Polder 1          | 52° 10' 55" NB, 4° 33' 8" OL  | 7109   | Meer afbeeldingen |
| Akkerslootmolen | Industrie- en poldermolen | 1793            |                    | Akkerslootpolder bij 7 | 52° 11' 16" NB, 4° 34' 35" OL | 7126   | Meer afbeeldingen |
| Rode Molen | Industrie- en poldermolen | ca. 1632        |                    | Rode Polder            | 52° 10' 45" NB, 4° 33' 20" OL | 7132   | Meer afbeeldingen |
| Vrouw Vennemolen | Industrie- en poldermolen | 1835            |                    | Leidseweg 3            | 52° 11' 26" NB, 4° 33' 35" OL | 7135   | Meer afbeeldingen |
| Sint-Bavokerk met pastorie | Kerk en kerkonderdeel     | 1868            | H.J. van den Brink | Leidseweg 4            | 52° 11' 30" NB, 4° 33' 58" OL | 386998 | Meer afbeeldingen |

## Oude Wetering
De plaats Oude Wetering telt 4 inschrijvingen in het rijksmonumentenregister.
| Object | Oorspronkelijke functie? | Bouwjaar                                     | Architect | Locatie       | Coördinaten?                  | Nr.? | Afbeelding        |
| --- | ------------------------ | -------------------------------------------- | --------- | ------------- | ----------------------------- | ---- | ----------------- |
| Nederlands Hervormde Kerk | Kerk en kerkonderdeel    | 1691 1843                                    |           | Kerkstraat 11 | 52° 12' 44" NB, 4° 38' 46" OL | 7110 | Meer afbeeldingen |
| Huis zonder verdieping, met omlopend schilddak dat aan de voorzijde bekroond wordt door hoekschoorstenen. Deuromlijsting met pilasters en hoofdgestel                                                                          | Dienstwoning             | begin 19e eeuw                               |           | Kerkstraat 40 | 52° 12' 51" NB, 4° 38' 44" OL | 7111 | Meer afbeeldingen |
| Remonstrantse Kerk | Kerk en kerkonderdeel    | 1645                                         |           | Kerkstraat 41 | 52° 12' 51" NB, 4° 38' 43" OL | 7112 | Meer afbeeldingen |
| Herenhuis bestaande uit een pand ter breedte van vier vensterassen met verdieping en lage bovenverdieping onder schilddak met hoekschoorstenen, waarnaast een vleugel zonder verdieping, met driezijdig uitgebouwde erkerkamer | Woonhuis                 | ca. 1774 (jaartal in muur van het zomerhuis) |           | Kerkstraat 46 | 52° 12' 53" NB, 4° 38' 43" OL | 7113 | Meer afbeeldingen |

## Rijnsaterwoude
De plaats Rijnsaterwoude telt 4 inschrijvingen in het rijksmonumentenregister.
| Object                         | Oorspronkelijke functie?  | Bouwjaar   | Architect | Locatie            | Coördinaten?                  | Nr.?  | Afbeelding                     |
| ------------------------------ | ------------------------- | ---------- | --------- | ------------------ | ----------------------------- | ----- | ------------------------------ |
| Geestmolen                     | Industrie- en poldermolen | 1707       |           | Heiligegeestlaan 6 | 52° 12' 28" NB, 4° 39' 36" OL | 33003 | Meer afbeeldingen              |
| Boerderij onder rieten wolfdak | Boerderij                 | 18e eeuw   |           | Herenweg 8         | 52° 12' 21" NB, 4° 40' 9" OL  | 33004 | Boerderij onder rieten wolfdak |
| Hoeve "St. Jan"                | Boerderij                 | 18e eeuw   |           | Herenweg 12A       | 52° 12' 6" NB, 4° 40' 14" OL  | 33005 | Meer afbeeldingen              |
| Woudse Dom                     | Kerk en kerkonderdeel     | Vanaf 1500 |           | Herenweg 26        | 52° 11' 58" NB, 4° 40' 16" OL | 33006 | Meer afbeeldingen              |

## Rijpwetering
De plaats Rijpwetering telt 13 inschrijvingen in het rijksmonumentenregister. Zie Lijst van rijksmonumenten in Rijpwetering voor een overzicht.

## Roelofarendsveen
De plaats Roelofarendsveen telt 4 inschrijvingen in het rijksmonumentenregister.
| Object                                                       | Oorspronkelijke functie?  | Bouwjaar                                                     | Architect | Locatie            | Coördinaten?                  | Nr.?   | Afbeelding        |
| ------------------------------------------------------------ | ------------------------- | ------------------------------------------------------------ | --------- | ------------------ | ----------------------------- | ------ | ----------------- |
| Inventaris van de R.K. kerk: preekstoel, twee altaren, orgel | Vanwege onderdelen kerk   | 18e eeuw (preekstoel) 1700 (altaar, paneel van communiebank) |           | Noordeinde 187     | 52° 11' 43" NB, 4° 37' 43" OL | 7114   | Meer afbeeldingen |
| Googermolen                                                  | Industrie- en poldermolen | 1717                                                         |           | Googermolenweg 1   | 52° 12' 59" NB, 4° 38' 1" OL  | 7130   | Meer afbeeldingen |
| Veendermolen                                                 | Industrie- en poldermolen | 1830/1934                                                    |           | Aderweg 2          | 52° 10' 45" NB, 4° 37' 16" OL | 7134   | Meer afbeeldingen |
| De Jonge Willem/ De Zonnemolen (molenromp)                   | Industrie- en poldermolen | 1881 (bouw) 1931 (onttakeld)                                 |           | Groenewoudskade 15 | 52° 10' 47" NB, 4° 37' 39" OL | 527575 | Meer afbeeldingen |

## Woubrugge
De plaats Woubrugge telt 2 inschrijvingen in het rijksmonumentenregister.
| Object                    | Oorspronkelijke functie? | Bouwjaar             | Architect   | Locatie              | Coördinaten?                  | Nr.?   | Afbeelding             |
| ------------------------- | ------------------------ | -------------------- | ----------- | -------------------- | ----------------------------- | ------ | ---------------------- |
| Nederlands Hervormde Kerk | Kerk en kerkonderdeel    | 1653 (ingebruikname) | Pieter Post | Comriekade 7         | 52° 10' 1" NB, 4° 38' 18" OL  | 39526  | Meer afbeeldingen      |
| Woonhuis 'Jacobswoude'    | Woonhuis                 | 1929                 | Jan Rebel   | Boddens Hosangweg 84 | 52° 10' 31" NB, 4° 38' 10" OL | 509925 | Woonhuis 'Jacobswoude' |

Alblasserdam ·
Albrandswaard ·
Alphen aan den Rijn ·
Barendrecht ·
Bodegraven-Reeuwijk ·
Capelle aan den IJssel ·
Delft ·
Den Haag ·
Dordrecht ·
Goeree-Overflakkee ·
Gorinchem ·
Gouda ·
Hardinxveld-Giessendam ·
Hendrik-Ido-Ambacht ·
Hillegom ·
Hoeksche Waard‎ ·
Kaag en Braassem ·
Katwijk ·
Krimpen aan den IJssel ·
Krimpenerwaard ·
Lansingerland ·
Leiden ·
Leiderdorp ·
Leidschendam-Voorburg ·
Lisse ·
Maassluis ·
Midden-Delfland ·
Molenlanden ·
Nieuwkoop ·
Nissewaard ·
Noordwijk ·
Oegstgeest ·
Papendrecht ·
Pijnacker-Nootdorp ·
Ridderkerk ·
Rijswijk ·
Rotterdam ·
Schiedam ·
Sliedrecht ·
Teylingen ·
Vlaardingen ·
Voorne aan Zee ·
Voorschoten ·
Waddinxveen ·
Wassenaar ·
Westland ·
Zoetermeer ·
Zoeterwoude ·
Zuidplas ·
Zwijndrecht